# Alessandro Blasetti
Alessandro Blasetti (* 3. Juli 1900 in Rom; † 1. Februar 1987 ebenda) war ein italienischer Filmregisseur, der den italienischen Neorealismus beeinflusste.

## Leben
Nach dem Besuch der Militärakademie 1917 bis 1918 arbeitete Blasetti zunächst als Bankangestellter und schloss 1924 ein Jurastudium ab. Seine Leidenschaft für das Kino ließ ihn 1925 bei L'Impero die Rubrik der Kritiken übernehmen; schließlich gründete er 1927 Il Cinematografo und schließlich Lo spettacolo d'Italia zusammen mit weiteren Intellektuellen.
Im Jahr 1928 wechselte er ins Regiefach über; schon sein erster Film Sole wurde ein Erfolg und gilt als Vorläufer des Neorealismus. Von diesem in den Pontinischen Sümpfen gedrehten Film sind nur wenige Szenen erhalten. Sein zweiter Film Nerone gehört zu den historischen Monumentalfilmen, danach drehte Blasetti auch Komödien.
Blasetti fand Erfolg bei Publikum wie Kritik; seine Kreativität ließ ihn neue Strömungen erkennen und schnell aufnehmen oder gar initiieren. So finden sich frühe Beispiele des Divismus (Schade, daß du eine Kanaille bist, 1954 mit Sophia Loren) und der Sexy-Dokumentationen (Europa di notte, 1959) – dem Vorläufer der Mondo-Filme.
Ab 1964 arbeitete Blasetti auch für das Fernsehen; bemerkenswerte Arbeiten sind der Zweiteiler Napoli 1860: La fine dei Borboni und die dreiteilige Reihe Racconti di fantascienza aus dem Jahr 1979.
Im Jahr 1967 war er Präsident der Jury bei den Internationalen Filmfestspielen von Cannes.

## Filmografie

### Als Regisseur
- 1929: Sole
- 1930: Nerone
- 1931: Resurrectio
- 1931: Terra madre
- 1932: Assisi (Kurzfilm)
- 1932: Palio
- 1932: La tavola dei poveri
- 1933: 1860
- 1933: Il caso Haller
- 1934: L'impiegata di papà
- 1835: Aldebaran
- 1935: Mario (Vecchia guardia)
- 1937: Komtess von Parma (Contessa di Parma)
- 1938: Stürme über Morreale (Ettore Fieramosca)
- 1939: Der geheimnisvolle Rächer (Un'avventura di Salvator Rosa)
- 1939: Retroscena
- 1941: La corona di ferro
- 1942: La cena delle beffe
- 1942: Lüge einer Sommernacht (4 passi fra le nuvole)
- 1945: Nessuno torna indietro
- 1946: Un giorno nella vita
- 1949: Fabiola
- 1950: Der Göttergatte (Prima comunione)
- 1952: Andere Zeiten (Altri tempi)
- 1952: La fiammata
- 1954: Schade, daß du eine Kanaille bist (Peccato che sia una canaglia)
- 1954: Tempi nostri (Tempi nostri)
- 1956: Wie herrlich, eine Frau zu sein (La fortuna di essere donna)
- 1957: Liebe und Geschwätz (Amore e chiacchiere)
- 1959: Die größte Schau der Nacht (Europa di notte)
- 1961: Ich liebe, du liebst… (Io amo, tu ami)
- 1962: La lunga strada del ritorno (Dokumentarfilm)
- 1962: Die vier Wahrheiten (Les quatre verités) (eine Episode)
- 1963: Liolà (Liolà)
- 1966: Io, io, io… e gli altri
- 1967: La ragazza del bersagliere
- 1969: Simon Bolivar (Simón Bolivar)
- 1970: Napoli 1860: la fine dei Borboni (Fernsehfilm)
- 1979: Racconti di fantascienza (Fernsehserie, 9 Folgen)

### Als Darsteller
- 1951: Bellissima